# Classe Zulfiquar
La classe Zulfiquar è una classe di fregate, costruite per conto della Marina militare pakistana e in servizio a partire dal 2009.
La classe, composta da quattro unità già realizzate e in servizio e due unità opzionate, si basa su un progetto cinese e le relative navi sono assemblate parte in cantieri cinesi e parte in cantieri pakistani. Le unità sono destinate alla difesa antiaerea di un gruppo navale operativo o di un convoglio mercantile, alla lotta anti-sottomarini, alle incursioni contro il traffico nemico e al pattugliamento delle acque costiere e della zona economica esclusiva nazionale.

## Caratteristiche

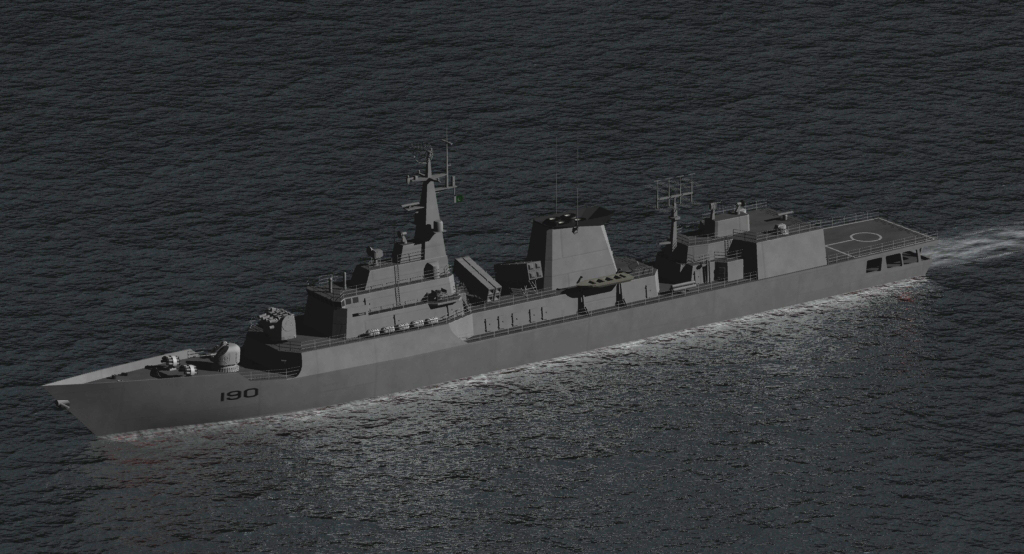
Rappresentazione grafica di un'unità classe Zulfiquar

La realizzazione delle Zulfiquar prese le mosse nel 2005, con lo scopo di rimpiazzare le sei unità della classe Tariq (fregate della Royal Navy classe Type 21 realizzate nei primi anni 1970 e vendute al Pakistan tra il 1994 e il 1998) giunte ormai alla fine della loro vita operativa utile. Per la realizzazione delle nuove fregate il governo pakistano siglò un contratto con la China State Shipbuilding Corporation (CSSC), uno dei maggiori conglomerati di costruttori navali militari controllati dal governo cinese: il contratto, di un valore compreso tra i 700 e i 750 milioni di dollari, comprendeva la realizzazione di quattro fregate con l'opzione per altre quattro, nonché una fornitura di quattro/sei elicotteri Harbin Z-9, di missili e di munizioni per equipaggiare le unità. Delle quattro unità inizialmente previste, tre dovevano essere assemblate nei cantieri della Hudong–Zhonghua Shipbuilding di Shanghai (una controllata della CSSC), mentre la quarta e le eventuali unità opzionate dovevano essere costruite nei cantieri pakistani della KSEW Ltd di Karachi con conseguente trasferimento di tecnologia e know-how al Pakistan. Le Zulfiquar rappresentano il primo caso di assistenza tecnica fornita dalla Cina per la realizzazione all'estero di navi militari.
Le Zulfiquar sono le più grandi unità da combattimento di superficie costruite nei cantieri del Pakistan. Il progetto generale riprende quello delle fregate cinesi classe Type 053 già in servizio con la Zhongguo Renmin Jiefangjun Haijun, ma con l'incorporazione di migliorie tecniche derivate dal progetto delle fregate classe Jiangkai di più moderna costruzione. Lo scafo ha una lunghezza fuori tutto di 123 metri, una larghezza massima di 13,2 metri e un pescaggio di 5,1 metri; il dislocamento standard si aggira sulle 2.500 tonnellate, che salgono a 3.500 tonnellate con la nave a pieno carico. Le sovrastrutture presentano alcune leggere soluzioni "stealth" per la riduzione della sezione radar equivalente, e sono costituite da una tuga prodiera, da un massiccio torrione di comando che incorpora un albero a pianta piramidale, da un unico fumaiolo, da un hangar e da un ponte di volo all'estrema poppa. L'equipaggio ammonta complessivamente a 200 uomini di tutti i gradi.

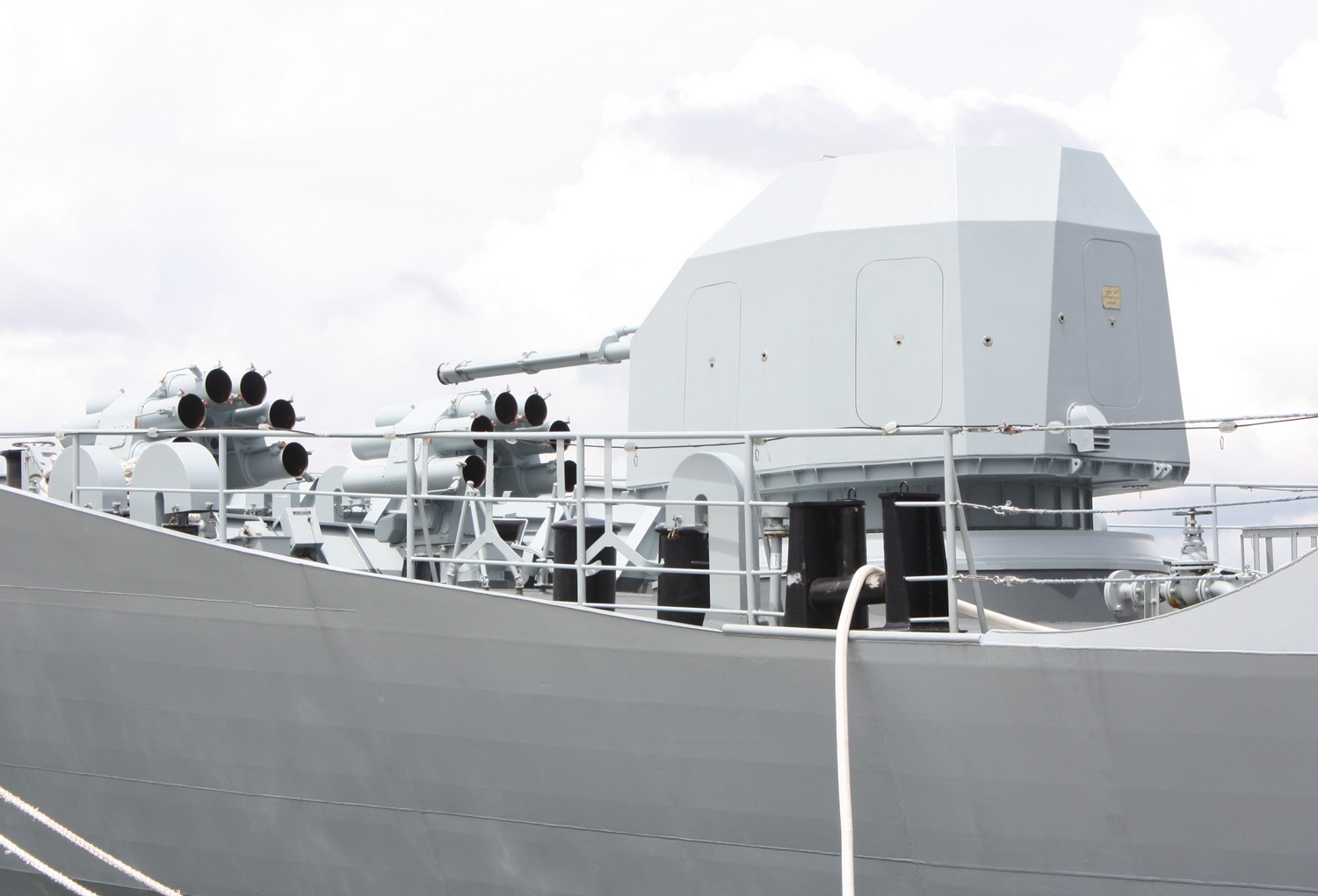
Vista posteriore dell'armamento prodiero delle unità: si distingue la torre del cannone da 76 mm e i due lanciarazzi anti-sommergibili

L'apparato motore è di tipo CODAD, con 4 motori diesel DT-59 forniti dalla ditta francese SEMT Pielstick, capace di garantire una velocità massima di 29 nodi e un'autonomia di 4.000 miglia con una manutenzione meno complessa delle più avanzate fregate classe Tariq di origine britannica. Le Zulfiquar dispongono di un sistema di comando e controllo piuttosto avanzato, basato su radar di navigazione, di scoperta aerea e di direzione del tiro di origine cinese come pure di apparati di contromisure elettroniche; solo il sistema sonar di bordo non è di origine cinese, ma è un apparato DSQS-23 della ditta tedesca Atlas Elektronik.
Tutti i sistemi d'arma sono di origine cinese. L'apparato di artiglieria si basa su un cannone calibro 76 mm AK-176 a impiego duale antinave-antiaereo, montato in una torre collocata a prua e protetta da un guscio "stealth"; per la difesa antiaerea e antimissile a corta distanza sono inoltre disponibili due impianti CIWS da 30 mm Type 730 montati sul tetto dell'hangar a poppa. L'armamento missilistico si basa su due lanciatori a quattro celle per missili antinave C-802, collocati nello spazio tra l'albero e il fumaiolo e orientati verso le fiancate della nave, e un lanciatore a otto celle brandeggiabile per missili antiaerei a corto raggio FM-90N (la versione da esportazione del cinese HQ-7), collocato posteriormente alla torre del cannone sulla tuga prodiera; alla lotta antisommergibili sono invece destinati due lanciarazzi a 6 celle RDC-32 (collocati a prua davanti al cannone) e due impianti tripli di tubi lanciasiluri (collocati a poppa nello spazio tra il fumaiolo e l'hangar). Le navi posso ospitare a bordo un elicottero Harbin Z-9.

## Unità
| Nome                | Costruttore                  | Impostazione     | Varo            | Entrata in servizio | Status                       |
| ------------------- | ---------------------------- | ---------------- | --------------- | ------------------- | ---------------------------- |
| PNS Zulfiquar (251) | Hudong–Zhonghua Shipbuilding | 12 ottobre 2006  | 5 aprile 2008   | 19 settembre 2009   | in servizio attivo (al 2019) |
| PNS Shamsheer (252) | Hudong–Zhonghua Shipbuilding | 13 luglio 2007   | 31 ottobre 2008 | 19 dicembre 2009    | in servizio attivo (al 2019) |
| PNS Saif (253)      | Hudong–Zhonghua Shipbuilding | 4 novembre 2008  | 28 maggio 2009  | 15 settembre 2010   | in servizio attivo (al 2019) |
| PNS Aslat (254)     | KSEW Ltd                     | 10 dicembre 2009 | 16 giugno 2011  | 17 aprile 2013      | in servizio attivo (al 2019) |

Nel novembre 2012 il governo pakistano ha annunciato l'intenzione di esercitare l'opzione per altre due fregate classe Zulfiquar, la cui costruzione dovrà svolgersi nei cantieri della KSEW Ltd di Karachi.